# Vodafone 702MO
Vodafone 702MO（ボーダフォン ナナマルニエムオー）はモトローラが開発し、ボーダフォン日本法人（現ソフトバンクモバイル）が販売していたW-CDMA通信方式のVodafone 3G（現SoftBank 3G）サービスを利用可能な携帯電話端末。姉妹機種としてVodafone 702sMOがある。
日本国外ではMotorola V980として販売されている。

## 主な機能
- 着うた、3Dオーディオ
- Vアプリ（現S!アプリ）（メガアプリ）
- TVコール

外形とサブ液晶の有無などを除き、基本的な機能・性能は702MOと共通。

## 対応サービス
| 主な対応サービス | 主な対応サービス | 主な対応サービス | 主な対応サービス |
| ---------------- | ---------------- | ---------------- | ---------------- |
| サークルトーク   | ホットステータス | Yahoo!mocoa      | S!ループ         |
| S!タウン         | ライブモニター   | S!CAST           | S!FeliCa         |
| S!ケータイ動画   | PCサイトブラウザ | 電子コミック     | S!アプリ注※      |
| 着うた           | アレンジメール   | S!アドレスブック | 3Gお天気アイコン |
| レコメール       | TVコール         | 国際ローミング   | S!GPSナビ        |

- 注※QVGAは対応していない

## 評価
機能面ではVodafone 702sMOとほぼ同じであるため、702sMOと同様の欠点や致命的不具合を多数抱えており、評価は低く、発売後数か月で販売終了となった。詳細はVodafone 702sMOを参照。